# Metajna
Metajna je naselje z manjšim pristanom na otoku Pag, Hrvaška; upravno spada pod mesto Novalja Liško-senjske županije.
Metajna je mirno naselje v Paškem zalivu z okoli 250 prebivalci. Leži v zalivu z močnim izvorom pitne vode in je z lokalno cesto povezano z 12 km oddaljeno Novaljo. S slednjo je naselje povezano tudi z redno lokalno otočno avtobusno progo. Jugovzhodno od Metajne se dviga kraška vzpetina z najvišjim vrhom Panos (218 m).
Metajna se po letu 1980 vedno bolj uveljavlja s turistično ponudbo, katere osnova so čisto morje, peščene plaže (najbolj poznana je plaža Ručica) in domači pridelki (med, vino, zelenjava). V kraju je na voljo več turističnih sob, apartmajev in restavracij ter dve trgovini. V Metajni stoji tudi stavba podružnične osnovne šole.
Pristan z manjšim, okoli 20 m dolgim kolenastim pomolom z globino morja ob pomolu od 1,5 do 4 metre je dobro zavarovan pred burjo in jugom. Manjše jadrnice se lahko sidrajo v bližini obale. Dobro sidrišče za večja plovila pa je sredi južnega dela zaliva.

## Demografija
| Pregled števila prebivalcev po letih | Pregled števila prebivalcev po letih | Pregled števila prebivalcev po letih | Pregled števila prebivalcev po letih | Pregled števila prebivalcev po letih | Pregled števila prebivalcev po letih | Pregled števila prebivalcev po letih | Pregled števila prebivalcev po letih | Pregled števila prebivalcev po letih | Pregled števila prebivalcev po letih | Pregled števila prebivalcev po letih | Pregled števila prebivalcev po letih | Pregled števila prebivalcev po letih | Pregled števila prebivalcev po letih | Pregled števila prebivalcev po letih |
| ------------------------------------ | ------------------------------------ | ------------------------------------ | ------------------------------------ | ------------------------------------ | ------------------------------------ | ------------------------------------ | ------------------------------------ | ------------------------------------ | ------------------------------------ | ------------------------------------ | ------------------------------------ | ------------------------------------ | ------------------------------------ | ------------------------------------ |
| 1857                                 | 1869                                 | 1880                                 | 1890                                 | 1900                                 | 1910                                 | 1921                                 | 1931                                 | 1948                                 | 1953                                 | 1961                                 | 1971                                 | 1981                                 | 1991                                 | 2001                                 |
| 0                                    | 0                                    | 106                                  | 134                                  | 151                                  | 191                                  | 191                                  | 0                                    | 315                                  | 324                                  | 350                                  | 321                                  | 281                                  | 272                                  | 247                                  |